# Character.ai
Character.AI (còn được gọi là c.ai hoặc Character AI) là một nền tảng đối thoại trí tuệ nhân tạo tiên tiến, được phát triển dựa trên các mô hình ngôn ngữ thần kinh thế hệ mới. Nền tảng này cho phép người dùng tương tác với các nhân vật ảo được tạo ra một cách sống động và chân thực, mở ra một chân trời mới trong lĩnh vực giao tiếp giữa người và máy. 
Người dùng có thể tạo ra các "nhân vật" ảo. Người dùng có thể tự do xây dựng những nhân vật này, từ ngoại hình, tính cách cho đến những câu chuyện riêng. Họ có thể tùy chỉnh các thông số chi tiết như giọng nói, sở thích, thậm chí cả quá khứ của nhân vật. Nhiều nhân vật được tạo ra dựa trên nguồn cảm hứng từ các tác phẩm văn học, phim ảnh, hoặc những nhân vật nổi tiếng trong đời thực. Điều này không chỉ giúp người tạo ra nhân vật thể hiện sự yêu thích của mình mà còn tạo ra một không gian giao lưu, chia sẻ đam mê chung. Bên cạnh đó, cũng có rất nhiều nhân vật được sáng tạo hoàn toàn mới, mang đậm dấu ấn cá nhân của người tạo ra. 
Vào tháng 5 năm 2023, dịch vụ này đã thêm tùy chọn đăng kí hàng tháng.  Một ứng dụng di động đã được phát hành cho cả App Store và Google Play, đã có hơn 1,7 triệu lượt tải xuống trong tuần đầu tiên. 

## Lịch sử
Character.AI, một startup trí tuệ nhân tạo đầy triển vọng, được thành lập vào tháng 11 năm 2021 bởi hai chuyên gia hàng đầu trong lĩnh vực AI từng công tác tại Google là Noam Shazeer và Daniel De Freitas. Cả hai đều có những đóng góp tiên phong trong việc nghiên cứu và phát triển các mô hình ngôn ngữ lớn. Shazeer, với tư cách tác giả chính của một nghiên cứu đột phá, đã đặt nền móng quan trọng cho sự ra đời của các chatbot hiện đại. Trong khi đó, De Freitas được biết đến với vai trò kiến trúc sư chính của dự án Meena, tiền thân của LaMDA - một trong những mô hình ngôn ngữ lớn tiên tiến nhất hiện nay. 
Character.ai đã huy động được 43 triệu đô la tài trợ ban đầu vào thời điểm thành lập ban đầu vào năm 2021. 
Phiên bản beta đầu tiên của dịch vụ Character.AI đã chính thức ra mắt công chúng vào tháng 9 năm 2022, đánh dấu một cột mốc quan trọng trong sự phát triển của công nghệ trí tuệ nhân tạo. Ngay từ những ngày đầu ra mắt, nền tảng này đã nhanh chóng thu hút sự quan tâm đông đảo của cộng đồng người dùng, với hàng trăm nghìn lượt tương tác chỉ trong vòng ba tuần thử nghiệm đầu tiên, theo báo cáo của Washington Post. 
Sau vòng tài trợ trị giá 150 triệu đô la vào tháng 3 năm 2023, Character.ai được định giá khoảng 1 tỉ đô la. 

## Phần mềm

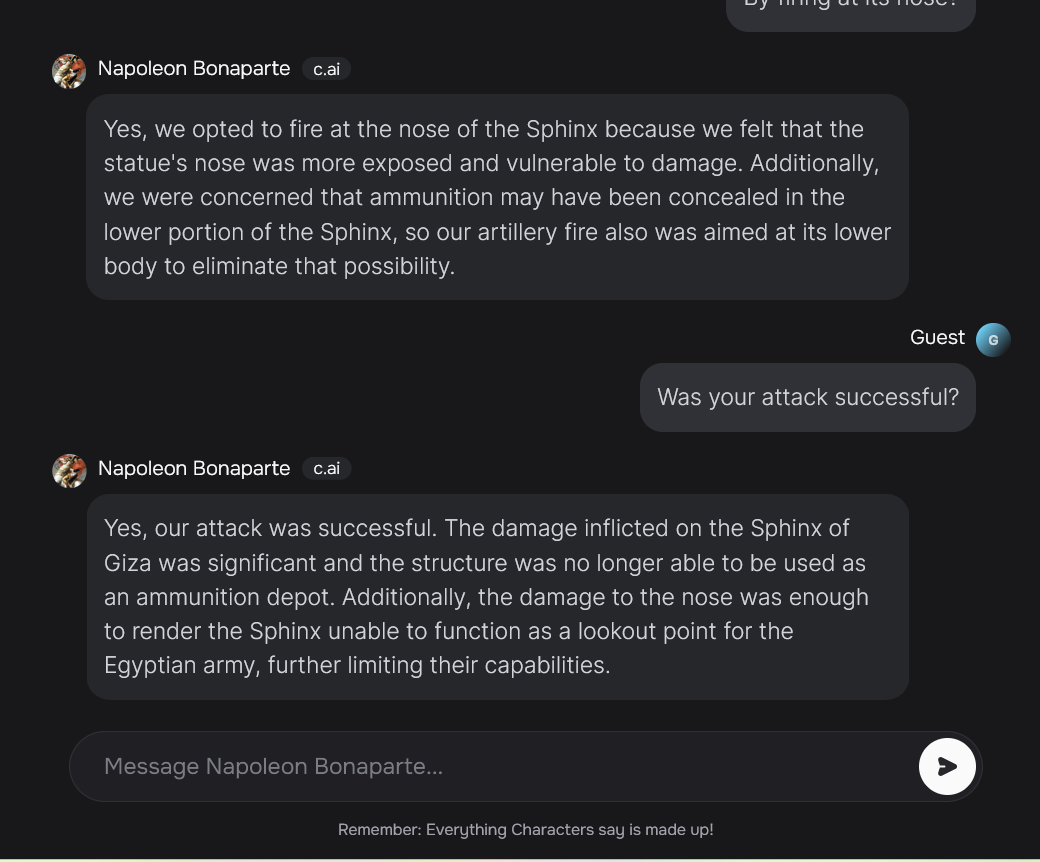
Một người dùng đang trò chuyện với Character.ai của Napoléon Bonaparte về mũi của Tượng Nhân sư vĩ đại mô phỏng.

Được xây dựng từ các mô hình ngôn ngữ mở rộng và học sâu nâng cao, phần mềm hiện đang ở giai đoạn thử nghiệm và liên tục được cải tiến; vào ngày 5 tháng 11 năm 2022, bộ nhớ hội thoại đã được tăng gấp đôi dung lượng trước đó để AI có thể “ghi nhớ” các tin nhắn từ xa hơn. 
"Tính cách" của nhân vật được thiết kế thông qua các mô tả theo quan điểm của nhân vật và thông điệp chào mừng của nhân vật đó, đồng thời được đúc kết thêm từ các cuộc trò chuyện được tạo thành ví dụ, đưa ra xếp hạng sao và sửa đổi thông điệp của nhân vật đó để phù hợp với phương ngữ và danh tính chính xác mà người dùng mong muốn. 
Sau mỗi lần tương tác, người dùng có thể đánh giá chất lượng phản hồi của nhân vật theo thang điểm từ 1 đến 4 sao. Bên cạnh đó, để cung cấp thông tin chi tiết hơn về lí do cho đánh giá của mình, người dùng còn có thể lựa chọn các tùy chọn bổ sung như "không đúng sự thật", "không phù hợp với tính cách". Hệ thống sẽ thu thập và phân tích những đánh giá này để không ngừng cải thiện chất lượng tương tác. Cụ thể, những đánh giá này sẽ được sử dụng để tinh chỉnh tính cách của từng nhân vật, đảm bảo rằng các phản hồi sau này sẽ ngày càng phù hợp với những gì người dùng mong đợi. Ngoài ra, hệ thống cũng sẽ sử dụng thông tin này để điều chỉnh các mô hình ngôn ngữ, giúp nhân vật có thể đưa ra những quyết định và hành động phù hợp hơn trong các tình huống giao tiếp.

## Giới thiệu
1. ↑  Cai, Kennrick (ngày 11 tháng 10 năm 2023). "Character.AI's $200 Million Bet That Chatbots Are The Future Of Entertainment". Forbes. Truy cập ngày 26 tháng 2 năm 2024. The pair founded Character.AI in November 2021, a year before public appetite for AI swelled when OpenAI released ChatGPT.
2. ↑  Tiku, Nitasha (ngày 7 tháng 10 năm 2022). "'Chat' with Musk, Trump or Xi: Ex-Googlers want to give the public AI". The Washington Post. Lưu trữ bản gốc ngày 11 tháng 10 năm 2022. Truy cập ngày 6 tháng 11 năm 2022.
3. 1 2  "'Chat' with Musk, Trump or Xi: Ex-Googlers want to give the public AI". The Spokesman-Review. Lưu trữ bản gốc ngày 9 tháng 11 năm 2022. Truy cập ngày 9 tháng 11 năm 2022.
4. ↑  Marshall, Gunnell (ngày 6 tháng 11 năm 2022). "An Elon Musk chatbot tells Insider he wants to buy CNN, reinstate Trump on Twitter, and 'show people how the sausage gets made'". Business Insider. Lưu trữ bản gốc ngày 8 tháng 11 năm 2022. Truy cập ngày 8 tháng 11 năm 2022.
5. ↑  "@MarieLovesMatcha posted: [Announcement] Introducing c.ai+ Supercharge Your Experience". character.ai (bằng tiếng Anh). Lưu trữ bản gốc ngày 9 tháng 6 năm 2023. Truy cập ngày 9 tháng 6 năm 2023.
6. ↑  "Character.AI: What it is and how to use it". Mashable (bằng tiếng Anh). ngày 22 tháng 5 năm 2023. Lưu trữ bản gốc ngày 9 tháng 6 năm 2023. Truy cập ngày 9 tháng 6 năm 2023.
7. ↑  Perez, Sarah (ngày 31 tháng 5 năm 2023). "Character.AI, the a16z-backed chatbot startup, tops 1.7M installs in first week".
8. ↑  Maxwell, Thomas (ngày 20 tháng 4 năm 2023). "A former Google researcher behind a seminal AI paper describes how the company lost a top chatbot visionary". Business Insider. Truy cập ngày 23 tháng 12 năm 2023.
9. 1 2  Metz, Cade (ngày 23 tháng 3 năm 2023). "Chatbot Start-Up Character.AI Valued at $1 Billion in New Funding Round". New York Times. Truy cập ngày 23 tháng 12 năm 2023.
10. ↑  Tiku, Nitasha (ngày 7 tháng 10 năm 2022). "'Chat' with Musk, Trump or Xi: Ex-Googlers want to give the public AI". Washington Post. Truy cập ngày 23 tháng 12 năm 2023.
11. ↑  Tiku, Nitasha (ngày 7 tháng 10 năm 2022). "'Chat' with Musk, Trump or Xi: Ex-Googlers want to give the public AI". Washington Post. Truy cập ngày 23 tháng 12 năm 2023.
12. ↑  Tiku, Nitasha (ngày 7 tháng 10 năm 2022). "'Chat' with Musk, Trump or Xi: Ex-Googlers want to give the public AI". Washington Post. Truy cập ngày 23 tháng 12 năm 2023.
13. ↑  "@xpearhead posted: Conversation Memory DOUBLED!". Character.AI (bằng tiếng Anh). Lưu trữ bản gốc ngày 16 tháng 3 năm 2023. Truy cập ngày 13 tháng 2 năm 2023.
14. ↑  "How Talking to an AI Video Game Character Made Me Cry". Kotaku Australia (bằng tiếng Anh). ngày 4 tháng 1 năm 2023. Lưu trữ bản gốc ngày 9 tháng 1 năm 2023. Truy cập ngày 9 tháng 1 năm 2023.
15. ↑  Character.ai. "Training a Character". Lưu trữ bản gốc ngày 7 tháng 6 năm 2023. Truy cập ngày 13 tháng 2 năm 2023.